# Magnolia lotungensis
Espèce
Synonymes
- Magnolia nitida W.W.Sm. subspecies lotungensis (Chun & C.H.Tsoong) B.L.Chen & Noot.
- Parakmeria lotungensis var. xiangxiensis C.L.Peng & L.H.Yan
- Parakmeria  lotungensis (Chun & C.H.Tsoong) Y.W.Law

Statut de conservation UICN

 EN A2a; C1 : En danger
Magnolia lotungensis est une espèce de plantes à fleurs de la famille des Magnoliacées. C'est un arbre endémique de Chine.

## Description
C'est un arbre.

## Répartition et habitat
Cette espèce présente en Chine dans les provinces de Guangdong, Guangxi, Guizhou, Hunan, Zhejiang et Hainan.